# Tapiolita-(Fe)
La tapiolita-(Fe) es un mineral óxido de composición (Fe2+,Mn2+)(Ta,Nb)2O6.
Nils Adolf Erik Nordenskiöld, en 1863, denominó tapiolita a este mineral por el dios finlandés del bosque Tapio, ya que el material original provenía de una pegmatita granítica situada cerca de la población de Sukula (Finlandia). En 1983 este mineral fue renombrado como ferrotapiolita (para distinguirlo de la manganotapiolita) y actualmente se prefiere la denominación de tapiolita-(Fe).

## Propiedades
La tapiolita-(Fe) es un mineral opaco (translúcido en extremos finos), de color negro o negro parduzco. Tiene dureza 6 en la escala de Mohs y su densidad es 7,90 g/cm³. Posee lustre de subadamantino a submetálico, brillante.
Con luz transmitida adquiere una coloración de amarilla a pardo rojiza y muestra un fuerte pleocroísmo (O = amarillento pálido o pardo rojizo). Es escasamente soluble en ácidos.
Cristaliza en el sistema tetragonal, clase ditetragonal dipiramidal (4/m 2/m 2/m).
Su contenido en tántalo —expresado como Ta2O5— es del 85%; además, contiene un 9,7% de FeO, un 4,2% de MnO y un 1,3% de Nb2O5.
La tapiolita-(Fe) forma una serie mineralógica con la tapiolita-(Mn) y es el miembro principal del grupo mineralógico que lleva su nombre.

## Morfología y formación

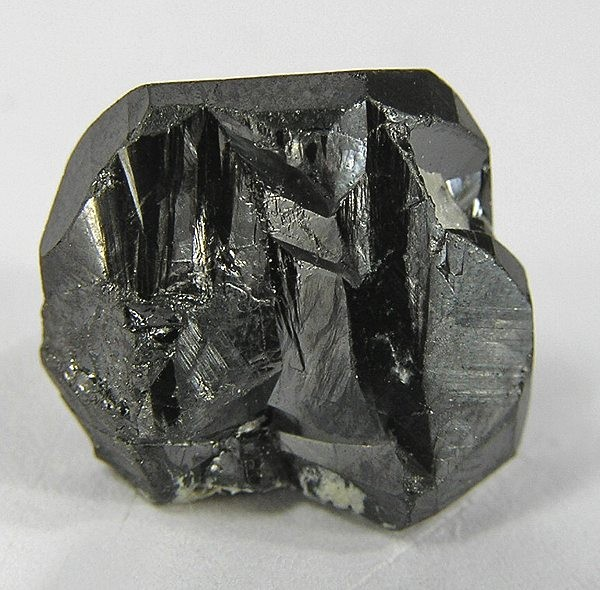
Tapiolita de Rio Grande do Norte (Brasil)

La tapiolita-(Fe) forma cristales generalmente bien desarrollados, prismáticos cortos o ecuantes, con formas variadas.
La formación de maclas es común en {013}, distorsionadas a lo largo de [031]; raramente en {101}.
Es un mineral accesorio en pegmatitas graníticas compuestas o zonadas.
Puede ser también un mineral detrítico en placeres.
Suele estar asociado a albita, moscovita, turmalina, berilo, espodumena, columbita, tantalita, wodginita, casiterita y triplita.

## Yacimientos
La localidad tipo de este mineral está en Tammela (Tavastia Propia, Finlandia). Otros depósitos en este mismo país son los de Hämeenlinna, Orivesi (Pirkanmaa), Seinäjoki (Ostrobotnia del Sur) e Inari (Laponia).
Italia cuenta con yacimientos en la península de Piona (Cólico, Lombardía), así como en Trontano y valle Vigezzo (Piamonte). Este mineral también se ha encontrado en las minas Segura (Idanha-a-Nova, Portugal), un campo minero explotado por wolframio y estaño en el período 1942-1953.
Asimismo, en Argentina existe tapiolita-(Fe) en el Nevado de Palermo (Salta) y en la sierra de la Estanzuela (San Luis).